# サキオ・ビカ
サキオ・ビカ（Sakio Bika 、男性、1979年4月18日 - ）はオーストラリアの男性プロボクサー。カメルーン・リトラル州ドゥアラ出身。第38代OPBF東洋太平洋ミドル級王者。元WBC世界スーパーミドル級王者。

## 来歴
サッカー選手を目指していたが膝を故障したことでボクサーへ転向した。

### アマチュア時代
ビカはカメルーン代表として2000年に行われたシドニーオリンピックにスーパーウェルター級部門で出場するも初戦で敗れた。メダル獲得の夢が潰えたビカはシドニーに活動拠点を移し2006年にオーストラリアの国籍を取得した。アマチュア時代の戦績は136勝8敗。

### プロ時代
2000年12月15日、オリンピックが行われて2か月後ビカはプロデビューを果たした(4回失格勝ち)。
2002年2月8日、シドニーのル・モンタージュ・ファンクション・センターにて、ラシード・バローチと空位のニューサウスウェールズ州ミドル級王座を賭け対戦。4回KO勝ちで王座獲得に成功した。
2002年10月15日、ビクトリア州メルボルンのパワーハウスにて、サム・ソリマンとIBFパンパシフィックミドル級王座を賭け対戦するも、両者決め手を欠き0-2に判定負けで王座獲得に失敗しプロ初黒星を喫した。
2003年4月11日、ペンリスのパンサーズ・ワールド・オブ・エンターテイメントにて、アラマ・タブアイとオーストラリアミドル級王座を賭け対戦。2回TKO勝ちで王座獲得に成功。その後同王座は2度防衛した。
2004年10月18日、日本のリングに初登場。大阪にて、荒木慶大とOPBF東洋太平洋ミドル級王座決定戦を行い、10回TKO勝ちで王座獲得に成功した。
2005年11月22日、OPBF東洋太平洋ミドル級暫定王者荒木慶大と再戦。序盤から積極的に攻勢を強め、5回KO勝ちで王座統一と同時に初防衛に成功。
2006年5月13日、ドイツザクセン州ツヴィッカウにて、WBC世界スーパーミドル級王者マルクス・バイエルと対戦。4回終了時偶然のバッティングで負傷し0-1の引き分けで王座獲得に失敗。
2006年10月14日、イギリスマンチェスターにあるマンチェスター・アリーナにて、WBC・IBF世界スーパーミドル級統一王者ジョー・カルザゲと対戦。終始カルザゲのペースで進み0-3の判定負け。実質完封の屈辱を味わい、4年振りの敗戦になった。
2006年12月8日、デチャポン・スワンナリードとIBFオーストラリアスーパーミドル級王座を賭けた試合を行い、2回2度ダウンを奪ってTKO勝ち。デチャポンにほとんど何もさせず王座獲得に成功した。その後同王座は1度防衛した。
2007年6月15日、カナダモントリオールにあるベル・センターにて、ルシアン・ブーテとIBF世界スーパーミドル級王座挑戦者決定戦を行う。試合は終始ホームのブーテペースで進み、0-3の判定負けを喫し、挑戦権獲得に失敗した。
2007年10月2日、ロサンゼルスにて、ボクシングリアリティ番組「ザ・コンデンター3」でドニー・マクキュアリーと対戦し、マクキュアリーを5回戦ながら完封。準決勝にコマを進めた。
2007年10月30日、ロサンゼルスにて、ザ・コンテンダー3の準決勝戦が行われ、5年前に敗れているサム・ソリマンと再戦。両者とも交互にラウンドを取っていくも終盤でビカがポイントを連取し、3-0の判定勝ちで雪辱を果たした。
2007年11月6日、ザ・コンテンダー3の決勝でジァイドン・コドリントンと対戦し3-0の判定勝ちで優勝を果たした。
2008年4月11日、グスタボ・カプシとIBFパンパシフィックスーパーミドル級王座を賭け対戦。初回終了間際(2分59秒)KO勝ちで王座獲得に成功した。
2008年11月13日、ピーター・マンフレド・ジュニアとIBO世界スーパーミドル級王座を賭け対戦。3回TKO勝ちで王座獲得に成功した。
2010年7月31日、マンダレイベイ・イベントセンターにて、ジャン・ポール・メンディとIBF世界同級王座挑戦者決定戦で対戦。初回メンディからダウンを奪ったがその直後に加撃し失格、挑戦権獲得に失敗した。
2010年11月27日、オークランドのオラクル・アリーナにて、WBA世界スーパーミドル級スーパー王者アンドレ・ウォードと対戦。しかし何もさせてもらえず0-3の判定負けで王座獲得ならず。
2012年6月2日、スタブハブ・センターにて、ダイアン・デービスとNABF北米スーパーミドル級王座並びにWBOインターコンチネンタルスーパーミドル級王座を賭け対戦。9回ビカがバッティングで負傷するも終始リードを守り抜き、最終10回TKO勝ち。王座の獲得に成功した。
2013年2月16日、アトランティックシティにあるボードウォーク・ホールにて、WBC世界スーパーミドル級2位ニコラ・スジェクロカと対戦した。25戦全勝の技巧派スジェクロカに隙を与えず翻弄。9回負傷するも最後まで戦い抜き、3-0の大差判定勝ち。
2013年6月22日、バークレイズ・センターにてエイドリアン・ブローナーVSポール・マリナッジの前座でウォードの名誉王座認定に伴い空位となったWBC世界スーパーミドル級王座を賭け、20戦全勝のマルコ・アントニオ・ペリバンと対戦した。8回頭部を負傷するも2-0の僅差判定勝ち。念願の王座獲得に成功した。尚、ウォードはWBCへの抗議の意思表示として名誉王座を返上した。
2013年11月8日、WBC総会で2つの指名戦が決定。まずアンソニー・ディレルと指名戦を行った後、1試合選択試合を挟み、ジェームス・デゲール対マルコ・アントニオ・ペリバンの勝者と指名戦を行うことが命じられた。
2013年12月7日、バークレイズ・センターにてポール・マリナッジ対ザブ・ジュダーの前座にて、WBC世界スーパーミドル級8位のアンソニー・ディレルと対戦。1-1(114-112、110-116、113-113)の判定で引き分けたが初防衛に成功した。
2014年8月16日、スタブハブ・センター・テニスコートでショーン・ポーターVSケル・ブルックの前座でWBC世界スーパーミドル級6位のアンソニー・ディレルとダイレクトリマッチを行うが、0-3（113-114、111-116、110-117）の判定負けを喫し2度目の防衛に失敗し、王座から陥落した。
2015年4月4日、カナダ・ケベック・シティーのコリシー・ペプシでWBC世界ライトヘビー級王者アドニス・ステベンソンと対戦し、0-3（111-115、110-116、110-115）の判定負けを喫し2階級制覇に失敗した。
2年ぶりの復帰戦。2017年7月8日、ニューサウスウェールズにてルーク・シャープとABCOコンチネンタルスーパーミドル級王座決定戦を行い、シャープ陣営のタオル投入による7回2分42秒TKO勝ちを収め王座を獲得した。尚、シャープは前日計量でスーパーミドル級リミットを9ポンド超過し計量失格となっている。
2017年10月22日、ニューサウスウェールズでギヤード・アイェトビッチとWBCインターナショナルスーパーミドル級シルバー王座を争い、ローブローで2点の減点を課せられるが、12回3-0の大差判定勝ちを収め王座獲得に成功した。この試合後、3年5ヶ月リングから離れる。
2021年3月31日、サム・ソリマンとおよそ19年ぶりに再戦し、8回3-0の判定勝ちを収めた。

## 獲得タイトル
- ニューサウスウェールズ州ミドル級王座
- オーストラリアミドル級王座
- 第38代OPBF東洋太平洋ミドル級王座
- IBFオーストラリアスーパーミドル級王座
- 2007年ザ・コンテンダー優勝
- IBFパンパシフィックスーパーミドル級王座
- IBO世界スーパーミドル級王座
- NABF北米スーパーミドル級王座
- WBOインターコンチネンタルスーパーミドル級王座
- 第23代WBC世界スーパーミドル級王座（防衛1）
- ABCOコンチネンタルスーパーミドル級王座
- WBCインターナショナルスーパーミドル級シルバー王座